# Beuvry
Beuvry település Franciaországban, Pas-de-Calais megyében. Lakosainak száma 9078 fő (2022. január 1.). Beuvry Locon, Labourse, Sailly-Labourse, Verquigneul, Annequin, Béthune, La Couture, Cuinchy, Essars és Festubert községekkel határos.

## Népesség
A település népességének változása:
| Lakosok száma | 9298 | 9553 | 9776 | 9442 | 9331 | 9219 | 9164 | 9111 | 9078 |
|               | 2013 | 2015 | 2016 | 2017 | 2018 | 2019 | 2020 | 2021 | 2022 |